# Coregonus sardinella
Coregonus sardinella es una especie de pez de la familia Salmonidae en el orden de los Salmoniformes.

## Morfología
Los machos pueden llegar alcanzar los 47 cm de largo total y 555 g de peso.

## Reproducción
Durante el periodo reproductor no come.

## Alimentación
Come crustáceos  planctónicos e insectos.

## Depredadores
Es depredado por Coregonus nelsoni , Esox lucius ,Lota chica ,Salvelinus namaycush y Stenodus leucichthys .

## Hábitat
Vive en aguas costeras, estuarios y lagos grandes.

## Distribución geográfica
Se encuentra en Norteamérica (desde el río Murchison - Canadá - hasta Bristol Bay - Alaska -) y al norte de los Urales (desde el río Kolyma hasta el río Kara ).

## Longevidad
Vive hasta los 26 años.